# Anete Muižniece-Brice
Anete Muižniece-Brice, (Riga, Letland, 27 april 1962) is een voormalig Sovjet- 
en Letse-basketbalspeelster.
Muižniece begon carrière voor TTT Riga in 1981. Met TTT won ze drie Sovjet-kampioenschappen in 1982, 1983 en 1984. Ook won ze één keer de EuroLeague Women in 1982 en verloor ze die in 1985. Ze won ook de Ronchetti Cup in 1987. In 1990 verhuisde ze naar Paris Basket Racing in Frankrijk. Na één jaar keerde ze terug naar TTT Riga en won gelijk het Landskampioenschap van Letland in 1992. In 1993 stapte ze over naar RTU Klondaika. Met die club won ze vijf keer het Landskampioenschap van Letland in 1994, 1996, 1997, 1998 en 2000. In 2008 stopte ze met basketbal.
Muižniece won als speler van de Letse SSR één keer de Spartakiad van de Volkeren van de USSR in 1983. Met het nationale team van Letland speelde ze op de kwalificatie toernooien voor het Europees Kampioenschap in 1995 en 1997.

## Privé
Haar broer is voormalig basketbalspeler en huidige basketbalcoach Karl Muižnieks, terwijl de broer van hun vader voormalig basketbalspeler Valdis Muižnieks is.
Ze is getrouwd en heeft twee kinderen. Haar zoon is Artūrs Bricis die ook een basketbalspeler is.

## Erelijst
- Landskampioen Sovjet-Unie: 3
  - Winnaar: 1982, 1983, 1984
  - Tweede: 1986
  - Derde: 1985
- Landskampioen Letland: 6
  - Winnaar: 1992, 1994, 1996, 1997, 1998, 2000
  - Tweede: 1995, 2001, 2002, 2003, 2004, 2005
- EuroLeague Women: 1
  - Winnaar: 1982
  - Runner-up: 1985
- Ronchetti Cup: 1
  - Winnaar: 1987
- Spartakiad van de Volkeren van de USSR: 1
  - Winnaar: 1983